# Paratriodonta olivieri
Paratriodonta olivieri är en skalbaggsart som beskrevs av Blanchard 1850. Paratriodonta olivieri ingår i släktet Paratriodonta och familjen Melolonthidae. Inga underarter finns listade i Catalogue of Life.